# Texas Panhandle
Texas Panhandle (česky: Texaský Panhandle, zkráceně Panhandle) je geografický region v Texasu, sestávající z 26 nejsevernějších okresů (counties) státu Texas. Je to čtvercové území, hraničící s Novým Mexikem na západě a s Oklahomou na severu a východě. Jižně od města Amarillo region přechází do kaňonu Palo Duro Canyon, největšího kaňonu ve Spojených státech.
Protože Zákon o přijetí Texasu do Unie umožňuje vznik nového státu na území Texasu, v roce 1915 byl navržen zákon o ustanovení nového státu State of Jefferson, který by se skládal z území Panhandlu.

## Hospodářství
Panhandle je jedním z regionů USA, kde v minulém desetiletí rostla výroba větrné energie nejrychlejším tempem. Vhodné klimatické podmínky – silné a stálé větry – umožnily její rozvoj.

## Nejvýznamnější města
Nejvýznamnějšími městy s populací nad 10 000 obyvatel jsou:
- Amarillo
- Borger
- Canyon
- Dumas
- Hereford
- Pampa